# Lehrerinnenseminar

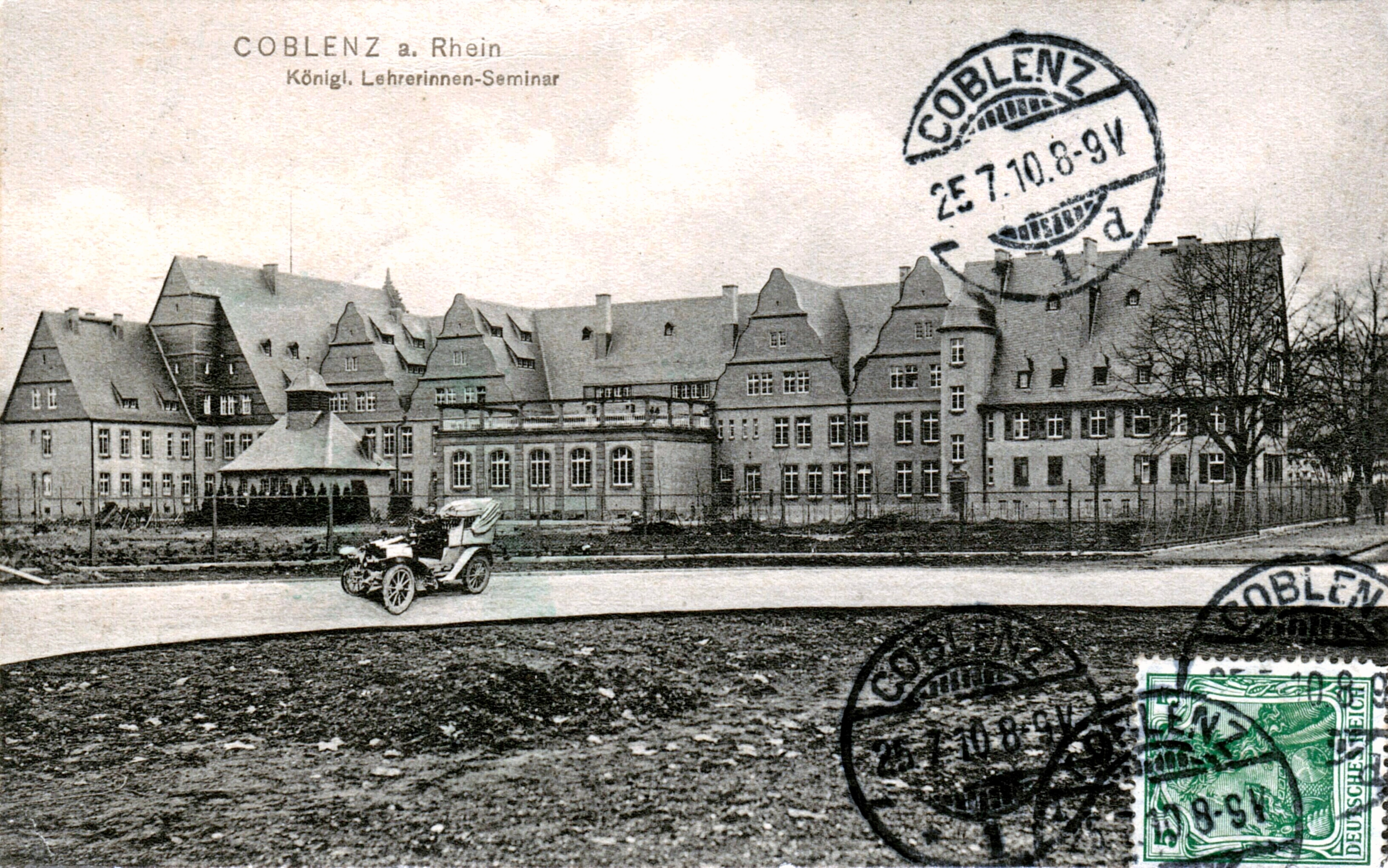
Lehrerinnen-Seminar, Coblenz am Rhein, 1910

Ein Lehrerinnenseminar (historisch Lehrerinnen-Seminar) war eine Ausbildungsstätte für Lehrerinnen im deutschsprachigen Raum im 19. und frühen 20. Jahrhundert.

## Geschichte
Die wenigen Lehrerinnen an öffentlichen und privaten Volksschulen und höheren Mädchenschulen hatten bis in das frühe 19. Jahrhundert keine professionelle Ausbildung.
Seit etwa 1820 gab es verstärkte Forderungen, professionelle Ausbildungsstätten für diese zu schaffen, wie sie bereits für Lehrer bestanden.
Etwa seit den 1830er Jahren wurden die ersten gegründet, in vielen Gegenden aber erst seit den 1870er Jahren.
In den 1920er Jahren wurden die letzten Lehrerinnenseminare in Deutschland geschlossen; seitdem findet diese Ausbildung an Pädagogischen Fachschulen und Universitäten statt.

## Strukturen

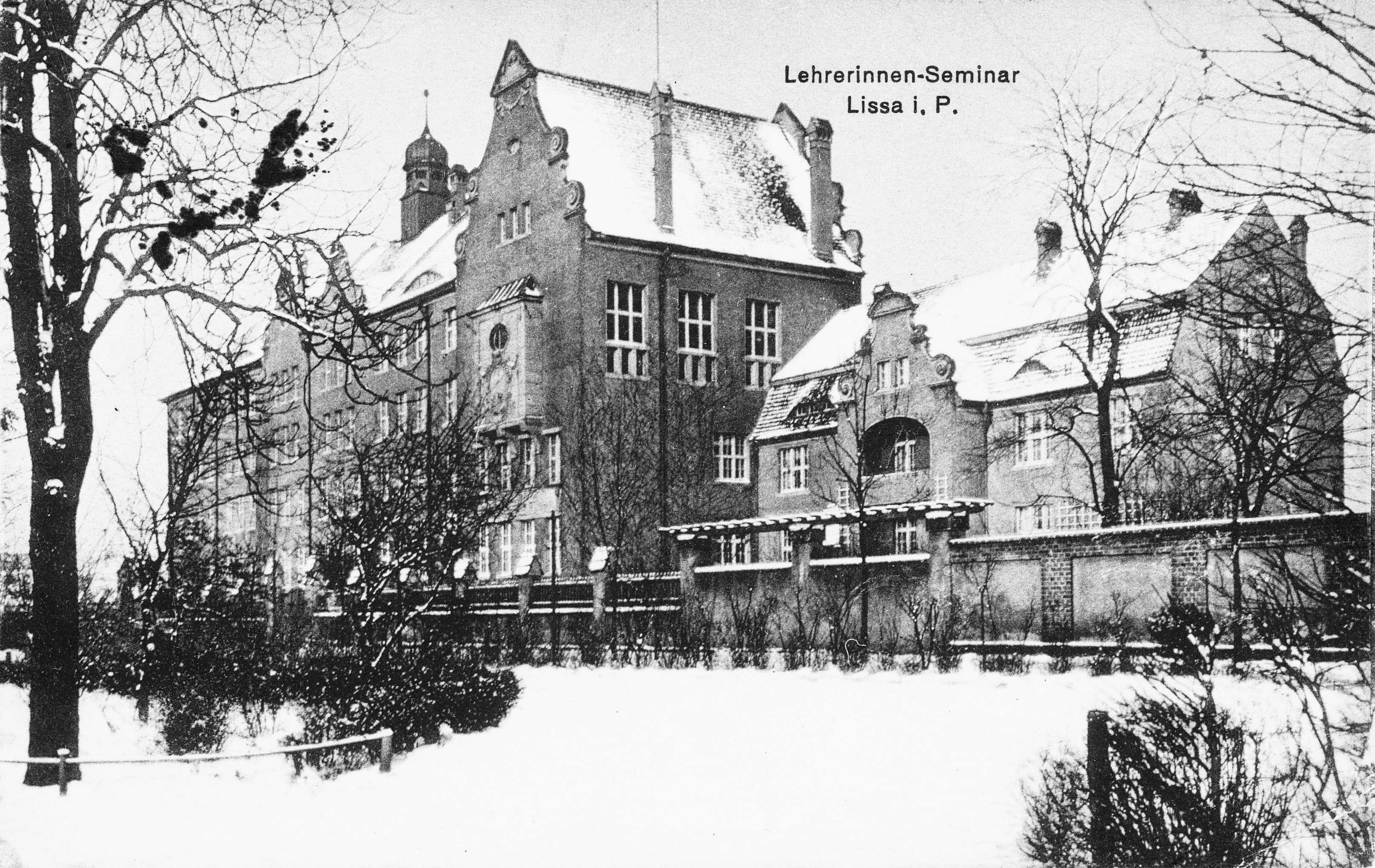
Lehrerinnen-Seminar in Lissa, Provinz Posen, um 1910

Die meisten Lehrerinnenseminare waren private Einrichtungen.
Es wurden Lehrerinnen für Volksschulen und für Höhere Mädchenschulen ausgebildet. Die Dauer der Ausbildung betrug drei bis sechs Jahre, zuzüglich eines zweijährigen vorbereitenden Präparandenkurses. Meist waren die Einrichtungen mit einem Internat und oft auch mit einer höheren Mädchenschule verbunden.
Die Lehrerinnenseminare waren bis etwa 1900 die einzige Möglichkeit für Frauen, eine höhere Bildung zu erlangen und sich in geisteswissenschaftlichen Fachgebieten fortzubilden. Dieses ermöglichte ihnen danach auch eine qualifizierte Erwerbstätigkeit, die sie wirtschaftlich unabhängig machte.
Allerdings mussten sie nach einer Heirat diese Tätigkeit in jedem Fall wieder aufgeben (→ Lehrerinnenzölibat), in der Bundesrepublik Deutschland galt dies bis 1951, in Baden-Württemberg bis 1956.

## Lehrerinnenseminare (Auswahl)

### Deutschland
(Chronologisch)
Zwischen 1900 und 1910 gab es in vielen deutschen Städten ein Lehrerinnenseminar, 1905 waren es in Preußen 12 staatliche, weitere 29 öffentliche und zahlreiche private.
- Katholisches Lehrerinnen-Seminar, Münster, 1. Mai 1832, erstes katholisches Lehrerinnenseminar in Preußen und erstes Lehrerinnenseminar in Westfalen[4]
- Katholisches Lehrerinnen-Seminar, Paderborn, 1832, zweites Lehrerinnenseminar in Westfalen

- Seminar für Lehrerinnen an der Augusta-Schule, Berlin, 1. Oktober 1832, bei einer höheren Mädchenschule, erstes und wichtigstes Lehrerinnenseminar in Berlin
- Evangelisches Lehrerinnen-Seminar an der Diakonissenanstalt  Kaiserwerth, 1844, erstes evangelisches Lehrerinnenseminar in Westfalen
- Lehrerinnen-Seminar, Callenberg, 1856–1925/1928, erstes Lehrerinnenseminar in Sachsen[5]
- Lehrerinnen-Seminar, Bremen, 1859–(1872?), erstes Lehrerinnenseminar in Bremen

- Lehrerinnen-Seminar an der Elisabethenschule, Frankfurt am Main

- Roquettesches privates Lehrerinnenseminar, Lübeck, 1873–1903

- Lehrerinnen-Seminar an der Cecilienschule, Bielefeld, 1879–1928, letzte Lehrerinnenseminar in Preußen[6]
- Evangelisches Lehrerinnen-Seminar, Burgsteinfurt, 1903/1905–nach 1920, zweites protestantisches Lehrerinnenseminar in Westfalen[7]
- Katholisches Lehrerinnen-Seminar, Lissa, Provinz Posen,  um 1905
- Königliches Lehrerinnen-Seminar, Koblenz-Oberwerth, 1908–1925

### Schweiz
- Lehrerinnen-Seminar, Lausanne, 1837, erstes Lehrerinnenseminar in der Schweiz[8]
- Kanton Aargau, seit 1873[9]
- Kanton Zürich, nach 1873

## Seminaristinnen
Die meisten wichtigen Frauenrechtlerinnen des späten 19. und frühen 20. Jahrhunderts hatten ein Lehrerinnenseminar besucht, ebenso einige Schriftstellerinnen und weitere bekannte Frauen. Einige verließen es bereits nach einiger Zeit ohne Abschluss wieder.
- Anita Augspurg, führende Frauenrechtlerin
- Gertrud Bäumer, führende Frauenrechtlerin
- Minna Cauer, führende Frauenrechtlerin, verheiratet mit einem Pädagogen
- Elisabeth Dauthendey,  Schriftstellerin
- Hedwig Dohm, führende Frauenrechtlerin
- Helene Lange, führende Frauenrechtlerin
- Paula Modersohn-Becker, 1893–1895 in Bremen, im privaten Lehrerinnenseminar Janson, danach bekannte Malerin
- Franziska zu Reventlow, Frauenrechtlerin
- Auguste Schmidt, wichtige Frauenrechtlerin
- Lisbeth Wirtson
- Clara Zetkin, wichtigste sozialistische Frauenrechtlerin